# Acalypha glandulifolia
Acalypha glandulifolia é uma espécie de flor do gênero Acalypha, pertencente à família Euphorbiaceae.